# Pallone da pallacanestro

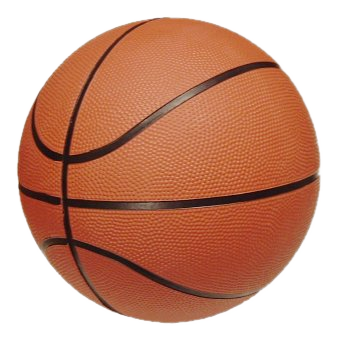
Un tipico pallone da basket

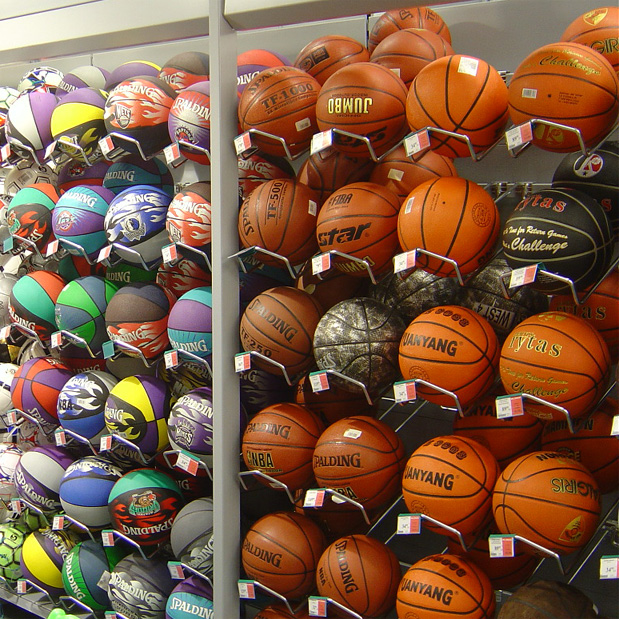
Vari tipi di pallone da basket

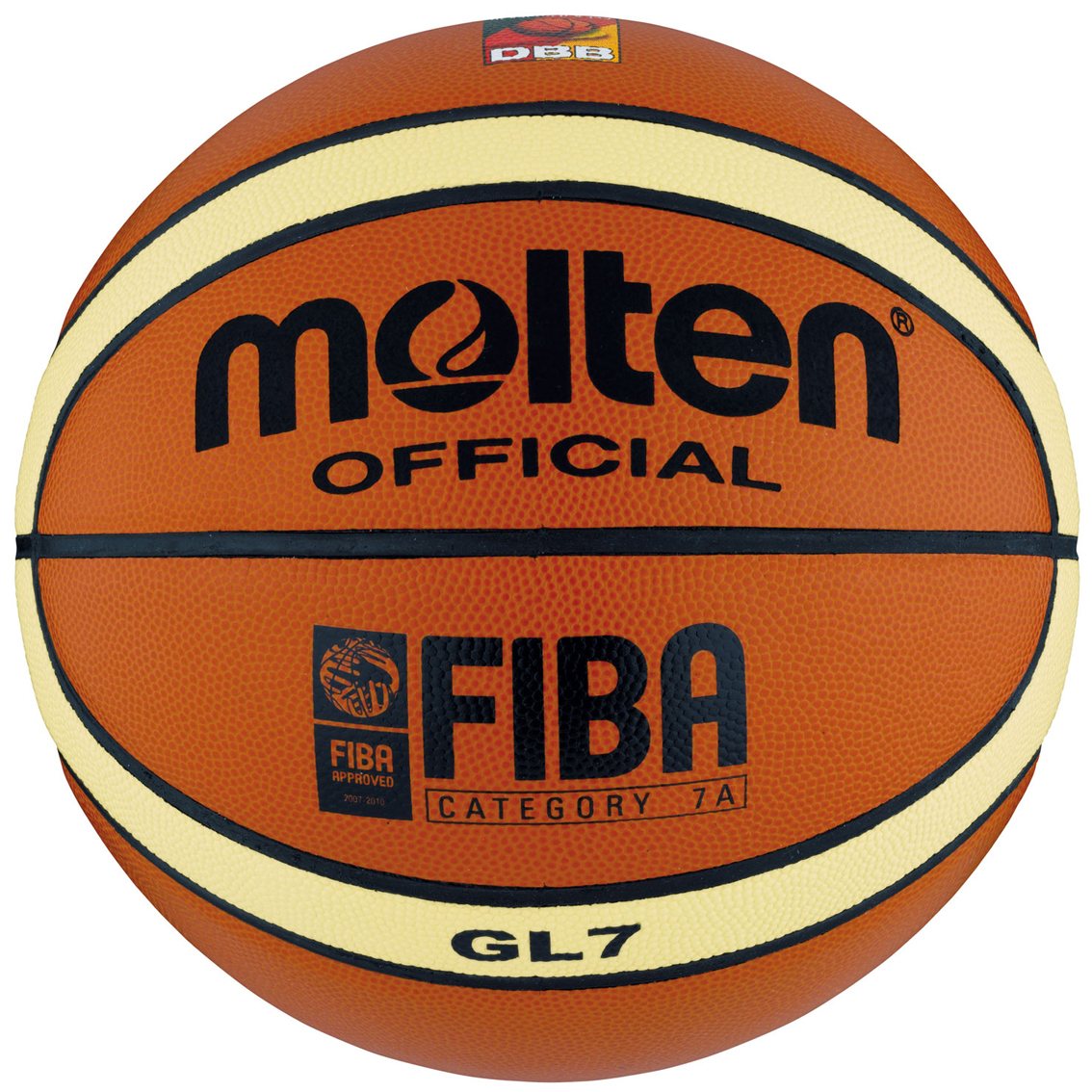
Pallone ufficiale FIBA.

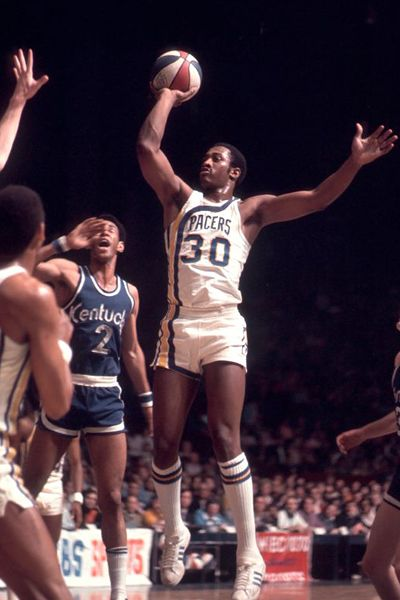
Il tipico pallone tricolore usato dall'ABA.

Il pallone da pallacanestro (o pallone da basket) è la palla usata nella pallacanestro. Originariamente era costituito da otto parti di cuoio legate insieme, oggi viene prodotto in pelle, gomma o materiale sintetico, ma nel suo aspetto classico mantiene le linee che richiamano le antiche cuciture.
Il pallone da basket è tradizionalmente di colore arancione (da cui il soprannome di "arancia"), ma ne vengono prodotti anche di altri colori. Ad esempio è celebre il pallone bianco, rosso e blu usato dall'American Basketball Association negli anni '60 e '70 del XX secolo.

## Normative italiane
Secondo il regolamento tecnico della Federazione Italiana Pallacanestro, il pallone di gioco deve avere alcune caratteristiche fisse per tutti i campionati. Deve essere arancione, diviso da piccole scanalature nere in otto spicchi, è fatto di cuoio, gomma o materiali sintetici.
La circonferenza varia da 74,9-78 cm per le competizioni maschili a 72,4-73,7 cm per le competizioni femminili. Anche il diametro varia dai 23,8-24,8 cm per le competizioni maschili a 23,0-23,5 cm per le competizioni femminili. Rispettivamente, la massa dev'essere di 567-650 g e 510-567 g.
Vi è anche un'indicazione sulla pressione: il pallone, che viene lasciato cadere da 1,8 metri d'altezza, deve rimbalzare ad un'altezza di 1,2-1,4 metri sulla superficie del campo da gioco.

## Taglie
A seconda delle diverse categorie si usano palloni di diversa taglia.
| Taglia | Utilizzo           | Circonferenza | Peso      |
| ------ | ------------------ | ------------- | --------- |
| 3      | Bambini            | 56–57 cm      | ≥ 283 g   |
| 5      | Bambini            | 69–71 cm      | 470–500 g |
| 6      | Donne              | 72–74 cm      | 510–567 g |
| 7      | Giovanili e Uomini | 74–76 cm      | 567–650 g |
|        | 3x3                | 72–74 cm      | 567–650 g |